# Paragymnomerus excelsus
Paragymnomerus excelsus  (лат.) — род одиночных ос семейства Vespidae.

## Распространение
Палеарктика: Узбекистан, Таджикистан, южный Казахстан.

## Описание
Гнёзда в земле.  Взрослые самки охотятся на личинок насекомых  для откладывания в них яиц, из которых в будущем появится личинка осы. Провизия — ложногусеницы пилильщиков.